# Île Tsing Yi
L'île Tsing Yi (chinois traditionnel : 青衣 ; pinyin : Qingyi) est une île dans la zone urbaine de Hong Kong, au nord-ouest de l'île de Hong Kong et le sud de Tsuen Wan.  Avec une superficie de 10,69 km ², l'île s'est étendue considérablement par la remise en état de la quasi-totalité de ses côtes et par l'annexion de Nga Ying Chau et Chau Tsai.
L'île peut être divisée en quatre quartiers, le quart nord-est avec une zone résidentielle, le quart sud-est est un port de conteneurs, le sud-ouest détient l'industrie lourde, et le Nord-Ouest comprend un sentier de loisirs, un échangeur routier, des chantiers navals et l'industrie de la construction navale. L'île est dans la partie nord-ouest du port de Victoria et une partie de son développement est sous la loi de Hong Kong, chapitre 531, la protection de l'ordonnance sur le port.
L'île est connecté à Tsuen Wan par le Pont de Ting Kau.